# Fred Breinersdorfer
Alfred "Fred" W. Breinersdorfer, né le 6 décembre 1946 à Mannheim (Allemagne), est un scénariste, producteur et juriste allemand.

## Biographie
Fred Breinersdorfer a fait des études de sociologie et de droit. Jusqu’en 1994, il était avocat à Stuttgart. Comme auteur, il a fait ses débuts en 1980, chez Rowohlt avec le roman Reiche Kunden killt man nicht (traduction littérale : Les clients riches ne sont pas tués). Aujourd'hui, Fred Breinersdorfer est un des plus importants scénaristes en Allemagne, comme Der Spiegel écrit en 1994. Maintenant, son œuvre consiste en plus de 80 scénarios réalisés - plusieurs de ses films sont aussi diffusés par ARTE en France - des romans, pièces de théâtre et d’autres œuvres. Avec son film de cinéma Sophie Scholl : Les Derniers Jours il a eu un succès mondial (nommé par l'Academy Award 2006, dans la catégorie « Foreign Language Film »). Fred Breinersdorfer était candidat pour le Bundestag pour la SPD en 1994, et il est l’ancien président du Syndicat des Ecrivains d'Allemagne (VS) et membre du P.E.N international.
Fred Breinersdorfer a deux enfants, Léonie-Claire, sa fille, qui est comme lui scénariste et avocate et Julian, architecte.

## Filmographie partielle

### Comme scénariste
- 1984 : Tatort (série TV)
- 1988 : Anwalt Abel (série TV)
- 1989 : Quarantäne (TV)
- 1990 : Der Hammermörder (TV) (roman)
- 1990 : Alles Paletti (série TV)
- 1992 : Frohes Fest, Lucie! (TV)
- 1993 : Brandheiss (série TV)
- 1994 : Der Mann mit der Maske (TV)
- 1994 : Angst (TV)
- 1995 : Ich bin unschuldig - Ärztin im Zwielicht (TV)
- 1995 : Operation Medusa (TV)
- 1995 : Zaubergirl (TV)
- 1996 : Das tödliche Auge (TV)
- 1997 : Der Kindermord (TV)
- 1997 : Jagd nach CM 24 (TV)
- 1997 : Mein ist die Rache (TV)
- 1999 : Beckmann und Markowski - Gehetzt (TV)
- 1999 : Duell der Richter (TV)
- 1999 : Alphamann: Amok (TV)
- 1999 : Alphamann: Die Selbstmörderin (TV)
- 2000 : Todesflug (TV)
- 2002 : Die Hoffnung stirbt zuletzt (TV)
- 2003 : Nachts, wenn der Tag beginnt (TV)
- 2005 : Sophie Scholl : Les Derniers Jours (Sophie Scholl - Die letzten Tage)
- 2005 : Die Spielerin (TV)
- 2008 : Sommersonntag
- 2009 : Zwischen heute und morgen
- 2009 : Der verlorene Sohn (TV)
- 2009 : Andula - Besuch in einem anderen Leben
- 2011 : Le Chinois (Der Chinese, TV)
- 2011 : As Time Goes By
- 2015 : Elser, un héros ordinaire
- 2016 : Das Tagebuch der Anne Frank
- 2016 : Dimitrios Schulze (TV) (en post-production)
- 2016 : Dancing for the Devil (en pré-production)

### Comme réalisateur
- 2008 : Sommersonntag
- 2009 : Zwischen heute und morgen
- 2009 : Andula - Besuch in einem anderen Leben
- 2011 : As Time Goes By

## Récompenses et distinctions
- 1985 : Walter-Serner-Preis pour Pack schlägt sich
- 2003 : Adolf-Grimme-Preis mit Gold pour Die Hoffnung stirbt zuletzt (avec Marc Rothemund, Anneke Kim Sarnau et Axel Prahl)
- 2003 : ver.di Fernsehpreis pour Die Hoffnung stirbt zuletzt
- 2005 : Deutscher Filmpreis pour Sophie Scholl : Les Derniers Jours
- 2005 : Nommé pour Prix du cinéma européen pour Sophie Scholl : Les Derniers Jours
- 2005 : Friedenspreis des Deutschen Films pour Sophie Scholl : Les Derniers Jours
- 2006 : Bayerischer Filmpreis pour Sophie Scholl : Les Derniers Jours, Grand Prix
- 2006 : Nommé aux Academy Awards pour Sophie Scholl : Les Derniers Jours
- 2008 : Murnau-Kurzfilmpreis (avec Sigi Kamml) pour le court métrage : Sommersonntag
- 2010 : Bernd Burgemeister Fernsehpreis (avec Oliver Berben) pour Der verlorene Sohn
- 2012 : Ordre du Mérit du Baden-Wurttemberg
- 2014 : Chevalier de l'ordre du Mérite de la République fédérale d'Allemagne
- 2015 : Bayerischer Filmpreis pour Elser, un héros ordinaire
- 2015 : Deutscher Schauspielerpreis, Prix d'honneur pour inspiration
- 2015 : Friedenspreis des Deutschen Films – Die Brücke pour Elser, un héros ordinaire
- 2016 : Nommé pour l'Europäischer CIVIS Kinopreis pour Elser, un héros ordinaire et Das Tagebuch der Anne Frank